# Bhamo
Bhamo est une ville de Birmanie située dans le district de Bhamo, État de Kachin, 186 km au sud de la capitale provinciale Myitkyina. C'est le dernier grand port de l'Irrawaddy avant la frontière chinoise. La population est constituée de Chinois et de Shans, avec des Kachins dans les collines environnantes. Elle est majoritairement bouddhiste.
En 1935, la ville était le terminal fluvial de l'Irrawaddy, où se réunissaient les caravanes en provenance de l'Inde et du reste de la Birmanie et à destination de la Chine (transport de jade en particulier). Elle est aujourd'hui desservie par la route Mandalay-Myitkyina, par le fleuve et par un aéroport (code AITA : BMO).

## Histoire
Bhamo, jadis appelée Sampanago, fut la capitale du royaume Shan de Manmaw. Les ruines des murailles de Sampanago sont encore visibles à 5 km de la ville moderne.
L'empire sino-mongol de Qubilaï s'est emparé dès 1277 du défilé de Bhamo qui ouvrait la vallée de l'Irrawaddy dans le  Royaume de Pagan. En 1283, la ville fut attaquée et les forces du roi Narathihapati furent vaincues (bataille de Bhamo), ce qui permit aux Mongols de descendre la vallée en 1287 jusqu'à Pagan, la capitale birmane, qu'ils pillèrent.
En 1444, une armée chinoise envoyée par l'empereur Ming Zhengtong parvint jusqu'à Bhamo, où elle fut arrêtée par les Birmans du roi Narapati.

## District de Bhamo
Bhamo est aussi le chef-lieu d'un des trois districts et d'une des dix-huit municipalités de l'État.

## Cultes
La cathédrale catholique Saint-Patrick de Bhamo est le siège du diocèse de Bhamo, suffragant de l'archidiocèse de Mandalay.

## Personnalité
- Thomas Thornville Cooper (1839-1878), explorateur, y est assassiné.